# Esther Lederberg

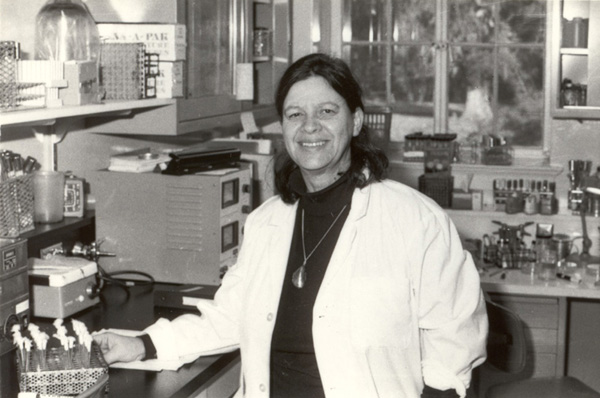
Esther Lederberg im Labor an der Stanford University (1977)

Esther Miriam Lederberg (* 18. Dezember 1922 in der Bronx in New York; † 11. November 2006 in Stanford) war eine amerikanische Mikrobiologin und Gentechnikerin.

## Wissenschaftliche Leistungen
Lederberg entdeckte 1950 den Lambda-Phagen. Zusammen mit ihrem Ehemann Joshua Lederberg entdeckte sie den Transfer von Genen zwischen Bakterien durch spezifische Transduktion und entwickelte mit ihm die Stempeltechnik in der Mikrobiologie, bei der eine Bakterienkolonie in gleicher Anordnung auf die Oberfläche eines anderen Nährmediums übertragen werden kann. Sie war auch maßgeblich an der Entdeckung des F-Plasmids beteiligt mit Luigi Cavalli-Sforza.
Lederberg gründete und leitete das Plasmid Reference Center, ein internationales Register für Plasmide, Transposons und Insertionssequenzen an der Stanford University.

## Privates
Esther Lederberg wurde als Esther Miriam Zimmer 1922 in New York als Tochter österreichisch/ungarischer Emigranten geboren. Im Dezember 1946 heiratete sie ihren Kollegen Joshua Lederberg. Nach 20 Jahren wurde die Ehe wieder geschieden. 1993 heiratete sie den Ingenieur Matthew Simon. 2006 verstarb sie in Stanford an Lungenentzündung verbunden mit Herzinsuffizienz.